# Claude Bourgoignie
Claude Bourgoignie (ur. 5 maja 1945 roku w Brukseli) – belgijski kierowca wyścigowy.

## Kariera
Bourgoignie rozpoczął karierę w międzynarodowych wyścigach samochodowych w 1967 roku od startów w Formule Ford 1600 BRSCC, gdzie zdobył mistrzowski tytuł. W późniejszych latach Belg pojawiał się także w stawce Europejskiego Pucharu Formuły Ford, Włoskiej Formuły 3, Brytyjskiej Formuły 3, European Touring Car Championship, Brytyjskiej Formuły 2, Europejskiej Formuły 2, Rothmans 50,000, Formula 2 Nogaro Grand Prix, Formula 2 Rouen-les-Essarts Grand Prix, German Racing Championship, Aurora F1 Series, World Challenge for Endurance Drivers, Belgian Touring Car Championship, World Championship for Drivers and Makes, FIA World Endurance Championship, 24-godzinnego wyścigu Le Mans oraz Belgian Procar Touring Car Championship.
W Europejskiej Formule 2 Belg startował w latach 1972-1975. Jedyne punkty zdobywał w 1975 roku, kiedy to dwukrotnie stawał na podium. Z dorobkiem szesnastu punktów został sklasyfikowany na siódmej pozycji w klasyfikacji generalnej.